# Luzi Heim

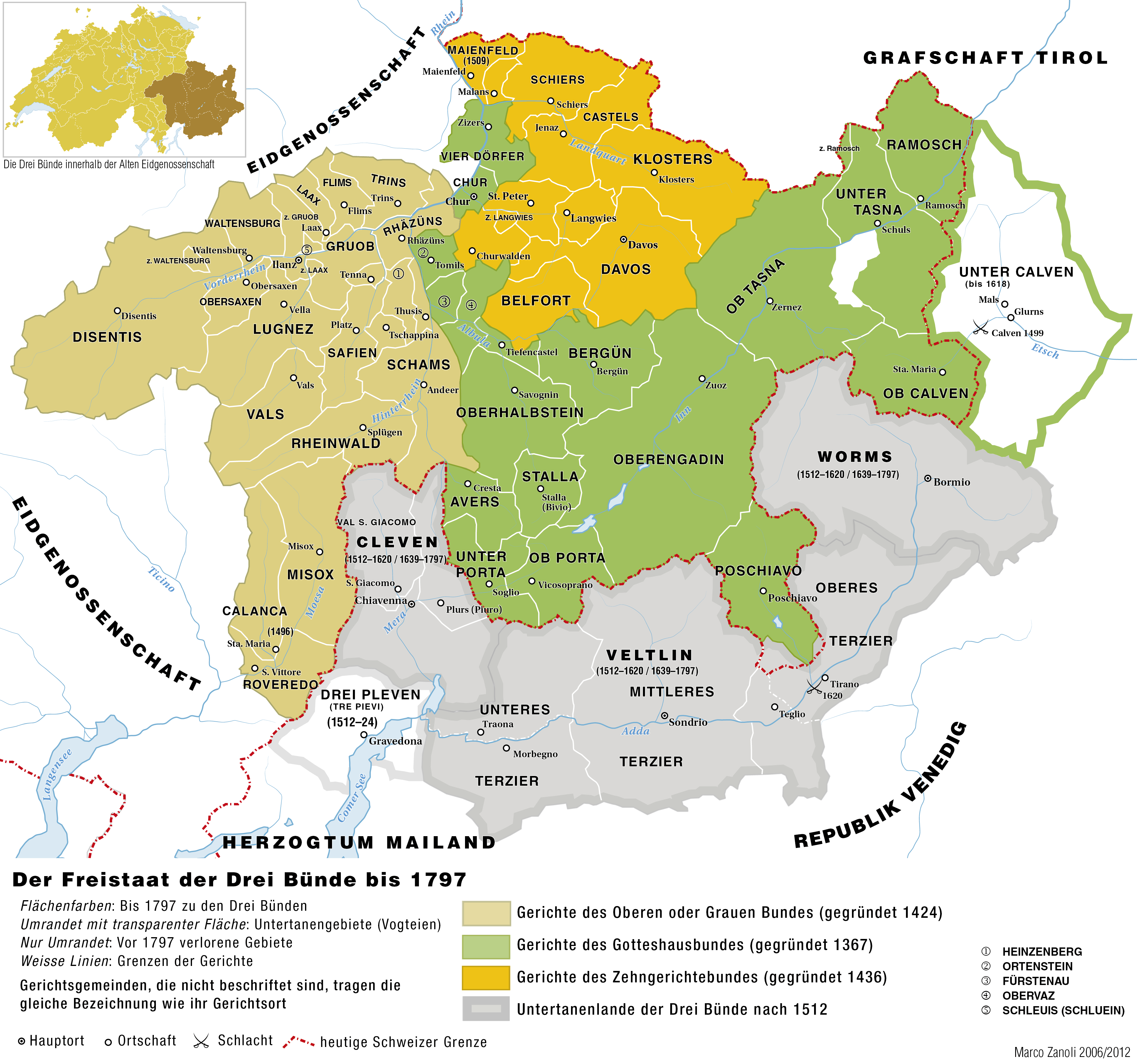
De Drei Bünde van Graubünden (in drie kleuren) en hun veroverd gebied (grijs)

Luzi Heim (voor 1526 – 1555) was een reformator in de stad Chur, in het Zwitsers kanton Graubünden.
Hij zetelde in het stadsbestuur van Chur en was onder meer stadscommandant (Stadtvogt) in de periode na de val van de graaf-bisschop als heerser van Chur. In de functie van stadscommandant leidde hij de stadstroepen tijdens de Müsserkriege. Dit waren oorlogen van de Drei Bünde, drie districten van Graubünden, tegen het hertogdom Milaan; deze oorlogen waren zowel godsdienstig van aard als conflicten over grondgebied veroverd door de Drei Bünde ten koste van Milaan.
In het stadsbestuur van Chur hield Heim zich bezig met de organisatie van de Calvinistische kerkgemeenschap. In de jaren 1537-1546, 1550-1551 en 1554-1555 was hij burgemeester van Chur. Hij ondernam een reis naar het Franse hof om betere voorwaarden af te dwingen voor de Zwitserse wacht in dienst van de koning van Frankrijk.